# Colin Renfrew
Andrew Colin Renfrew, né le 25 juillet 1937 à Stockton-on-Tees et mort le 24 novembre 2024, est un universitaire et archéologue britannique, remarqué pour son travail sur la datation par le carbone 14, la linguistique comparée, l'« archéogénétique » (terme forgé par Renfrew) et la lutte contre le pillage des sites archéologiques.
Renfrew et ses travaux s’intègrent dans l'archéologie processuelle, un courant de pensée principalement américain et dont il a été un des partisans en Europe.
Avec son compatriote archéologue Paul Bahn, Renfrew crée le Renfrew and Bahn's indicator of Religion and Ritual, définition permettant de déterminer si les actions ou les comportements des civilisations anciennes peuvent être assimilés à des rituels religieux.
Colin Renfrew a été professeur d'archéologie à l'université de Cambridge (chaire « Disney ») et directeur du McDonald Institute for Archaeological Research et est Senior Fellow of the McDonald Institute for Archaeological Research.

## Biographie
Renfrew fait ses études à la St Albans School (dont une salle porte désormais son nom), dans le Hertfordshire. Il effectue son service militaire de 1956 à 1958 dans la Royal Air Force. Il rejoint ensuite le St John's College à Cambridge où il est diplômé en archéologie et anthropologie en 1962. En 1965 il termine une thèse de doctorat intitulée : « Les cultures néolithiques et de l'âge du bronze aux Cyclades et leurs relations extérieures  » et se marie la même année avec Jane M. Ewbank.
En 1965, il est professeur assistant au département de préhistoire et d'archéologie de l'université de Sheffield. Entre 1968 et 1970, Renfrew dirige des fouilles à Sitagroi, en Grèce. En 1968, il brigue sans succès un poste dans la circonscription parlementaire de Sheffield sous les couleurs du parti conservateur britannique. Cette même année il est nommé Fellow of the Society of Antiquaries of London (FSA), en 1970 membre de la Society of Antiquaries of Scotland, et en 2000 Honorary Fellow of the Society of Antiquaries of Scotland (HonFSAScot).
En 1972, Renfrew est nommé professeur d'archéologie à l'université de Southampton, succédant à Barry Cunliffe. Durant cette période à Southampton, il dirige des fouilles à Quanterness dans l’archipel des Orcades et à Phylakopi sur l'île de Milos en Grèce. En 1973 Renfrew publie Before Civilisation: The Radiocarbon Revolution and Prehistoric Europe où il contestait l'affirmation selon laquelle les innovations culturelles de la préhistoire seraient venues du Proche-Orient pour se propager à l'Europe. Il fouillera aussi avec Marija Gimbutas à Sitagroi en Grèce.
En 1980, Renfrew est élu membre de la British Academy (FBA). En 1981 il obtient la chaire « Disney » en tant que professeur d'archéologie à l'université de Cambridge, poste qu'il occupe jusqu'à sa retraite. En 1981 il est nommé directeur du McDonald Institute for Archaeological Research.
Renfrew est master (c'est-à-dire principal) de Jesus College à Cambridge, de 1986 à 1997. En 2004, il prend sa retraite académique.
Il meurt le 24 novembre 2024 à Cambridge. Selon Matthew H. Johnson, auteur de sa nécrologie dans les colonnes de The SAA Archaeological Record, il était, « à certains égards, l'homologue britannique de Lewis Binford, bien que son approche ait toujours été plus inclusive et plus éclectique ».

## Indo-Européens
En 1987, il publie Archaeology and Language : The Puzzle of the Indo-European Origins, un livre sur les Proto-Indo-Européens. Son hypothèse anatolienne affirme que les Proto-Indo-Européens sont les agriculteurs d'Anatolie, qui se sont diffusés en Europe à partir de 6400 av. J.-C., ouvrant le Néolithique en Europe en apportant avec eux leurs techniques agricoles et leurs langues, et en évinçant les chasseurs-cueilleurs du Mésolithique. Les agriculteurs anatoliens se sont diffusés en Europe sur deux axes principaux, un axe méditerranéen, le long des côtes, qui les mènera jusqu'à l'Espagne, et un axe danubien, le long de la vallée du Danube, jusqu'en France et en Grande-Bretagne,.
Cette hypothèse anatolienne contredisait le travail de l'archéologue Marija Gimbutas, qui, dès 1956, dans une contribution intitulée « Changements culturels en Europe au début du second millénaire avant J.-C., une contribution au problème indo-européen. », affirmait que les Indo-Européens provenaient de la culture des kourganes et ont ensuite migré en Europe par les plaines du Nord, causant sur leur trajet la disparition des anciennes cultures néolithiques.
Très sévère envers l'ouvrage, Bernard Sergent avançait que Renfrew avait substitué un « modèle » moyennant « déformations » et « choix arbitraires » aux réalités observables et aux acquis scientifiques qui fondent l'hypothèse kourgane. Maurice Olender, Jean-Paul Demoule et Georges Charachidzé ont été également critiques.
Plus récemment, Renfrew s'est rallié à la proposition d'Igor Diakonov (en), qui proposait les Balkans comme berceau des Indo-Européens. La région balkano-danubienne avait en effet l'avantage d'être le centre des différentes voies d'une diffusion progressive des Proto-Indo-Européens.
Les études génétiques modernes ont définitivement réfuté l'hypothèse anatolienne et confirmé l'hypothèse kourgane. Il reste que le modèle de remplacement des chasseurs-cueilleurs par des populations d'agriculteurs, proposé par Colin Renfrew, s'est imposé dans plusieurs autres régions du monde.

## Distinctions et prix
- En 1991, Renfrew est fait pair à vie, titré Baron Renfrew of Kaimsthorn, d'Hurlet dans le district de Renfrew en Écosse.
- Le Prix Balzan lui est décerné en archéologie préhistorique en 2004.
- Président du conseil de direction de la British School at Athens, depuis 2004[réf. nécessaire][13].
- Chercheur invité, Cotsen Institute of Archaeology, UCLA, 2005-2006.

## Publications

### Traductions
- Colin Renfrew (trad. Paulette Braudel), Les origines de l'Europe : La révolution du radiocarbone [« Before Civilisation, the Radiocarbon Revolution and Prehistoric Europe »], Paris, Flammarion, coll. « Nouvelle Bibliotheque Scientifique », 1983 (ISBN 2-08-211121-0 et 9782082111218)
- Colin Renfrew (trad. Michèle Miech-Chatenay), L'énigme indo-européenne : Archéologie et langage [« Archaeology and Language: The Puzzle of the Indo-European Origins »], Paris, Flammarion, coll. « Champs », 1990 (1re éd. 1987) (ISBN 978-2-08-211185-0) — Cet ouvrage a fait l'objet d'un compte rendu très sévère de Bernard Sergent, Annales ESC, 1992, p. 388-394.
- Catherine Perlès (dir.) et Patrick C. Vaughan, Colin Renfrew et Arnold Aspinall (collab.), Les industries lithiques taillées de Franchthi (Argolide, Grèce) : Tome II : Les industries du mésolithique et du néolithique initial, Indiana University Press, coll. « Excavations at Franchthi Cave, Greece », 1er juin 1991, 296 p. (ISBN 978-0-253-31973-9)
- Göran Burenhult (trad. Isabelle Delvallée, préf. Colin Renfrew), L'âge de pierre : en Asie, dans le Pacifique et le nouveau monde [« People of the stone age : the illustrated history of humankind »], Paris, France Loisirs, coll. « L'encyclopédie de l'humanité », 1994 (ISBN 978-2-7242-5829-5)
- Colin Renfrew (trad. de l'anglais par Frédérique Pressmann), Préhistoire : notre biographie [« Prehistory: The Making of the Human Mind »], Paris, l'École des loisirs, 2011 (1re éd. 2008), 268 p. (ISBN 978-2-211-20034-9)

### Publications originelles
- (en) Colin Renfrew, The Emergence of Civilisation : The Cyclades and the Aegean in The Third Millennium BC, Londres, 1972
- (en) Colin Renfrew, Before Civilisation, the Radiocarbon Revolution and Prehistoric Europe, Londres - Pimlico, 1973, 320 p. (ISBN 0-7126-6593-5)
- (en) Colin Renfrew et Kenneth L. Cooke (éd.), Transformations : Mathematical Approaches to Culture Change, New York, Academic Press, 1979, 515 p. (ISBN 978-0-12-586050-5)
- (en) Colin Renfrew (éd.) et Malcolm Wagstaff (éd.), An Island Polity, the Archaeology of Exploitation in Melos, Cambridge, Cambridge University Press, 1982
- (en) Colin Renfrew (éd.), The Archaeology of Cult, the Sanctuary at Phylakopi, Londres, British School at Athens - Thames & Hudson, 1985
- (en) Colin Renfrew (éd.), Marija Gimbutas (éd.) et Ernestine S. Elster (éd.), Excavations at Sitagroi, a prehistoric village in northeast Greece, vol. 1, Los Angeles, Institute of Archaeology, University of California, 1986
- (en) Colin Renfrew, Archaeology and Language : The Puzzle of Indo-European Origins, Londres - Pimlico, 1987 (ISBN 0-7126-6612-5)
- (en) Colin Renfrew et P. Bahn, Archaeology : Theories, Methods and Practice, Londres, Thames & Hudson, 2004, 4e éd. (1re éd. 1991), 640 p. (ISBN 0-500-28147-5)
- (en) Colin Renfrew, Loot, Legitimacy and Ownership : The Ethical Crisis in Archaeology, Londres, Duckworth, 2000, 160 p. (ISBN 0-7156-3034-2)
- (en) Colin Renfrew, Figuring It Out : The Parallel Visions of Artists and Archaeologists, Londres, Thames & Hudson, 2003, 224 p. (ISBN 0-500-05114-3)
- (en) Colin Renfrew, Prehistory : The Making of the Human Mind, Modern Library, 2008, 219 p. (ISBN 978-0-679-64097-4 et 0-679-64097-5)
- (en) Colin Renfrew (éd.) et Ernestine S. Elster (éd.), « Prehistoric Sitagroi : excavations in northeast Greece, 1968-1970 », Monumenta archaeologica, Los Angeles, CA, Cotsen Institute of Archaeology, University of California at Los Angeles, vol. 2, no 20 « The final report »,‎ 2003

### Citations originales
1. ↑  (en) « Neolithic and Bronze Age cultures of the Cyclades and their external relations. »
2. ↑  (en) « A Culture Change in Europe at the Start of the Second Millennium B.C. A Contribution to the Indo-European Problem »